# Mark Clattenburg
Mark Clattenburg, född 13 mars 1975 i Consett, Durham är en engelsk fotbollsdomare. Clattenburg blev internationell Fifa-domare 2006.